# 코미디 파일
《코미디 파일》은 한국방송공사의 KBS 2TV에서 방영했던 코미디, 복권추첨 프로그램인데 "순한 웃음 추구에서 탈피, 우리 사회의 모습을 반영하고 모두가 한번쯤 생각해보아야 할 문제들을 코미디의 형식에 가져와 다뤄보겠다"는 기획의도로 출발했음에도 17대 국회의 모습을 적나라하게 보여주겠다는 의도로 기획된 간판 코너이자 애초 쇼! 행운열차에서 방송되어 오다가 이 프로그램 폐지 후 옮겨 온 '제 17대 어전회의'가 임금의 캐릭터를 아무런 앞뒤 맥락 없이 그저 우스꽝스러운 인물로 묘사하면서 코너의 전체적인 분위기를 흐렸다는 지적을 사 기대 이하의 성적에 머물러 2005년 봄 개편으로 막을 내렸으며 당시 해당 프로그램 자리에는 2002년 10월 31일부터 목요일 오후 7시에 방송된 뮤직뱅크가 이동 편성됐다.
한편, KBS는 해당 프로그램 종영 뒤 2005년 설 특집으로 편성된 <코미디쇼 7080>이 정규 편성에 실패했는데 이 프로그램에는 90년대 초반 '맹구' 캐릭터로 인기를 끌었으나 1999년 개인사 때문에 일체의 활동을 접었던 이창훈, 90년대 말 코미디 프로그램이 침체기에 접어들자 연기자로 전향했던 임하룡, 목사가 된 김정식 등이 모습을 드러내지 않아 아쉬움이 컸다.

## 기획의도
- 시사 코미디의 새장을 연다!! 단순한 웃음 추구에서 탈피하여 우리 사회의 모습을 반영, 모두가 한번쯤 생각해 봐야할 문제들을 코미디의 형식에 가져와 다뤄본다. 복권추첨으로 웃음과 행운을 동시에 선사함으로써 나른한 일요일 오후 보다 많은 이들이 편안하게 즐길 수 있는 프로그램을 지향한다.

## 코너소개
- <제17대 어전회의> - 통쾌한 정치풍자 코미디 17대 국회의 모습을 적나라하게 보여줄 정치풍자 코미디! 각 정당의 특색을 살린 인물들의 정국 비판과 풍자 등 웃음 담긴 메시지로 시청자들에게 다가갈 수 있는 고급 코미디를 선보인다.
  - 출연자: 박준형, 정종철, 최병서, 황기순, 이계인, 황승환, 이경래, 류담, 윤성호 등
- <현장 25시> - 우리 사회의 그늘진 곳을 중계한다! 웃음 속에 녹아든 사회 비판 현장!! 뇌물 전달, 집단 따돌림, 지하철 범죄, 음주단속 등 깨끗한 대한민국을 만드는 그 날까지 우리 사회 각종 비리와 폭력의 현장을 생중계 한다.
  - 출연자: 김대희, 김준호, 강일구, 김기열, 노우진
- <쟁반도사> - ‘2004 新부채도사’의 부활 세상살이가 마음대로 되지 않는 사람들이 찾는 바로 그 곳! 오늘은 어떤 사연의 손님이 찾아와 쟁반도사의 명쾌한 해답을 듣고 갈지 웃음과 활력이 넘치는 그 곳으로 출발~!!
  - 출연자: 김병만, 김인석, 최정화, 윤성호, 장웅, 박성호, 김대희
- <영웅전설> - 우리 시대 영웅들의 눈물겨운 재기의 현장 제2의 전성기를 꿈꾸는 영웅들이 뭉쳤다!! 이제는 사람들의 기억 속에만 존재하는 영웅들이 다시 한번 모든 이들에게 꿈과 희망을 주기 위해 직업재활학교를 찾았다. 슈퍼맨, 스파이더맨, 세일러문, 원더우먼 등 진정한 영웅으로 다시 태어나기 위한 그들의 노력은 계속된다!!
  - 출연자: 황승환, 김준호, 김대희, 김시덕, 허동환, 조수원 등
- <아니 되옵니다> - 아니 되옵니다!! VS 아니～ 되옵니다. 정조를 지키려는 세 여인 앞에 매일 밤 다가오는 유혹의 시간! 독수공방 홀로 보낸 긴긴밤을 오늘도 무사히 넘길 수 있을지.. 세 여인의 포복절도, 유쾌한 인내의 시간 들여다보기!!
  - 출연자: 엄경천, 강주희, 유상무, 최정화
- <고수를 찾아서>
  - 출연자: 김대희, 김병만, 류담
- <친구잖여~>
  - 출연자 : 황기순, 김준호
- <차카게 살자>
  - 출연자 : 조문식, 김대희, 윤성호, 김병만, 허동환, 김시덕, 홍인규
- <바람의 파이터 옥배달>
  - 출연자 : 정종철, 박준형, 김인석, 장웅, 변승윤